# 中村隆 (弁護士)
中村 隆（なかむら たかし、1955年 - ）は、日本の弁護士。札幌弁護士会会長や、北海道弁護士会連合会理事長、日本弁護士連合会副会長を歴任した。

## 人物・経歴
北海道札幌市出身。北海道札幌旭丘高等学校を経て、北海道大学法学部卒業後、1988年弁護士登録。2013年から札幌弁護士会会長及び北海道弁護士会連合会副理事長を務め、弁護士会として特定秘密の保護に関する法律制定への反対のデモ行進を行い、上田文雄札幌市長らも参加した。2014年北海道弁護士会連合会理事長。2016年日本弁護士連合会副会長。
2025年4月、春の叙勲で旭日中綬章を受章。